# Proxy anónimo
Un anonimizador o un proxy anónimo es una herramienta diseñada para que la actividad en Internet sea imposible de rastrear. Básicamente es un servicio computacional proxy el cual actúa como intermediario y escudo de privacidad entre la computadora del cliente y el resto de Internet. Este servicio accede a Internet en nombre del usuario, protegiendo así la información personal del usuario al ocultar la información de identificación de la computadora del cliente. El proxy anónimo es lo opuesto al proxy trasparente el cual envía información del usuario en el encabezado de una solicitud de conexión.

## Propósitos
Hay muchas razones para utilizar anonimizadores, como por ejemplo para minimizar el riesgo, prevenir el robo de identidad o proteger los historiales de búsqueda de la divulgación pública.
El propósito que tiene un proxy anónimo es el proporcionar una dirección falsa a la red que se supone que te pertenece. Pero esto tiene sus desventajas como que el proxy no llega a ocultar la presencia del usuario, por lo que el sitio web puede denegar el acceso al usuario que utiliza al intermediario.
Estos son empleados en algunos países los cuales aplican una fuerte censura en Internet. Los anonimizadores pueden ayudar a permitir el acceso gratuito a todo el contenido de Internet, pero no pueden llegar a ayudar contra la persecución por acceder al sitio web del anonimizador. Además como la información misma de los sitios web anónimos está prohibida en esos países los usuarios temen el caer en una trampa tendida por su gobierno.
Los anonimizadores también son usados por personas que desean recibir información objetiva con el creciente marketing objetivo en Internet e información dirigida. Por ejemplo, los grandes medios de noticias como la CNN se dirigen a los espectadores según la región y brindan información diferente. Los sitios web como YouTube obtienen información sobre los últimos vídeos vistos por el usuario y en consecuencia proponen vídeos "recomendados", y la mayor parte del marketing dirigido en línea se realiza mostrando anuncios según esa región. Los anonimizadores se utilizan para evitar ese tipo de orientación y obtener una visión más objetiva de la información.
Para construir un sistema anónimo confiable las firmas proxy anónimas son útiles. Éstas se pueden utilizar en votaciones anónimas u otros procesos de autenticación que valoren el anonimato.

## Tipos de anonimizadores

### Servidor proxy
Un servidor proxy es un servidor que actúa como intermediario entre las conexiones del dispositivo del cliente e Internet, filtrando todos los paquetes entre ambos. Cuando se visita una página web en vez de establecer una conexión directa con el navegador, se realiza a través del proxy, haciendo que la página no sepa el IP del cliente si no el del proxy. Se utilizan muy a menudo para acceder a servicios que tienen bloqueado su contenido en un país determinado.
Este servidor ayuda a ocultar la dirección IP del usuario y proteger su privacidad.

### VPN
Una red privada virtual (VPN) es un tipo de conexión de red privada que permite a los dispositivos conectarse a una conexión pública (Internet). Su funcionamiento consiste en ocultar las direcciones IP de los usuarios y cifrar los datos para que nadie que no esté autorizado a recibirlos pueda leerlos, y permite que el usuario pueda acceder a la red privada y sus recursos como si estuviera físicamente presente en la red.
Sitios web como GoTrusted.com y Anonymizer.com ofrecen a los usuarios acceso a Internet de forma anónima mediante el pago de una tarifa de suscripción. Los usuarios pagan para dirigir su tráfico en línea a través de los servidores de estas empresas, generalmente utilizando una VPN.

### Tor
Tor (sigla de The Onion Router, es español "El router cebolla") es un software de anonimización que ayuda a proteger la privacidad del usuario en Internet, es decir su dirección IP y mantener la integridad y el secreto de la información que viaja por ella, dificultando así el seguimiento del usuario en Internet. Por estos motivos es posiblemente la principal y más conocida Darknet de Internet.